# Yvonne George

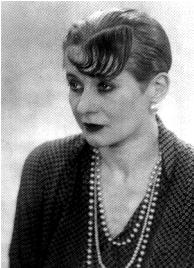
Yvonne George in 1928

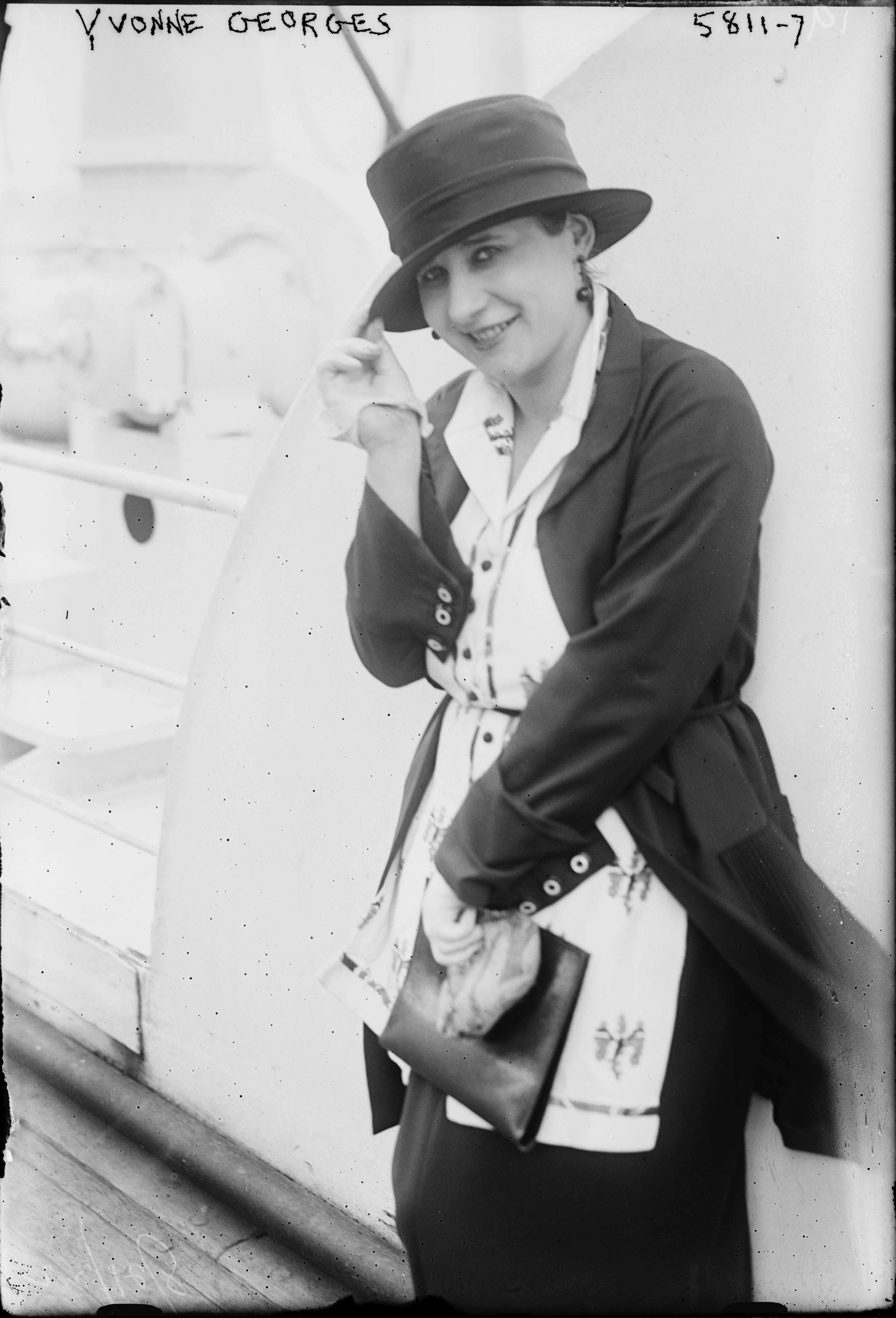
Yvonne George in 1922

Yvonne de Knops (Brussel, 1896 - Genua, 1930), beter bekend onder haar artiestennaam Yvonne George, was een Belgische zangeres, feminist en actrice.

## Biografie
George begon haar artistieke carrière op het podium, waar ze bevriend raakte met Jean Cocteau, maar vooral een repertoire van oude liederen met realistische thema's in de schijnwerpers zette.
Paul Franck, directeur van de Parijse Olympia, ontdekte George in de jaren twintig van de twintigste eeuw in een Brussels cabaret. George debuteerde in de Olympia in 1922, en zong haar beroemde Nous irons à Valparaiso. (We gaan naar Valparaiso) en Good bye Farewell. Een zekere hooggestemde groep van het publiek waardeerde het refrein van dit lied niet; George boekte al een polemisch succes, bekritiseerd door deze groep van het publiek, dat zich vijandig zou opstellen tegenover haar intellectualisme en emancipatie in de loop van haar carrière.
Yvonne George betrok een appartement op de begane grond in Neuilly-Plaisance met een ravissant decor, waar ze veel kunstenaars en literatoren ontving.
In 1924, in Parijse intellectuele kringen bekend als een charmante zangeres, werd George het onderwerp van een hartstochtelijke liefdesrelatie met de Franse dichter Robert Desnos, die haar talrijke gedichten schreef, waaronder de beroemde J'ai tant rêvé de toi (ik heb zo veel over je gedroomd). Desnos heeft haar ingewijd in het nemen van opium. Het was in deze periode dat Desnos ook zijn roman La Liberté ou l'Amour schreef, een werk dat door het tribunal de la Seine veroordeeld zou worden voor obsceniteit.
Georges uitvoeringsstijl wordt beschouwd als de belichaming van de principes van het Franse realistische lied. Ze liet een heel klein nageslacht na aan het grote publiek. Haar muzikale repertoire bevat ongeveer 200 liedjes, maar ze nam er maar weinig op. Er werden 21 opnames gemaakt, waarvan er slechts 16 bewaard zijn gebleven, waarvan sommige herhalingen van elkaar. De thema's van de liederen, en haar manier van interpreteren met een onrustige, gebroken stem, waren echter van invloed op andere zang- en spreeksters, zoals de Franse zangeres Barbara. Yvonne George nam deel aan de voortgang van de vrouwenemancipatie in het interbellum.
Verzwakt door de excessen van haar levensstijl en vooral haar drugsgebruik, werd George ziek door tuberculose. Na ineffectieve behandelingen stierf ze op 22 april 1930 in een hotelkamer in de buurt van de haven van Genua, op 33-jarige leeftijd.

## Gedeeltelijke discografie
- J'ai pas su y faire (Cartoux - Costil - Yvain) - 1925
- C'est pour ça qu'on s'aime (Telly - Borel-Clerc) - 1925
- Le petit bossu (inconnu) - 1925
- Je te veux. (Erik Satie) 1925
- J'ai pas su y faire (deuxième versie) - 1926
- Je weet dat je tot iemand anders behoort - 1926
- Pars (Lenoir) - 1926
- Chanson de marin (Aurisch) - 1926
- Toute une histoire (Jeanson) - 1926
- La mort du bossu - 1926
- Adieu chers camarades - 1926
- Ô Marseille (Wiener) - 1927
- Chanson de route (Wiener) - 1927
- C'est pour ça qu'on s'aime (deuxième versie) - 1928
- Si je ne t'avais pas connu (Boyer - Boyer - Verdun) - 1928
- J'ai pas su y faire (troisième versie) - 1928
- Le bossu (deuxième versie) - 1928
- ""Les cloches de Nantes" - 1928
- L'autre (Lenoir) - 1928